# بانکا جنرالی
بانکا جنرالی (انگلیسی: Banca Generali) شرکت خدمات مالی و بانکداری ایتالیایی است، که در سال ۱۹۹۸ تأسیس شد.